# University of Hawaiʻi at Mānoa

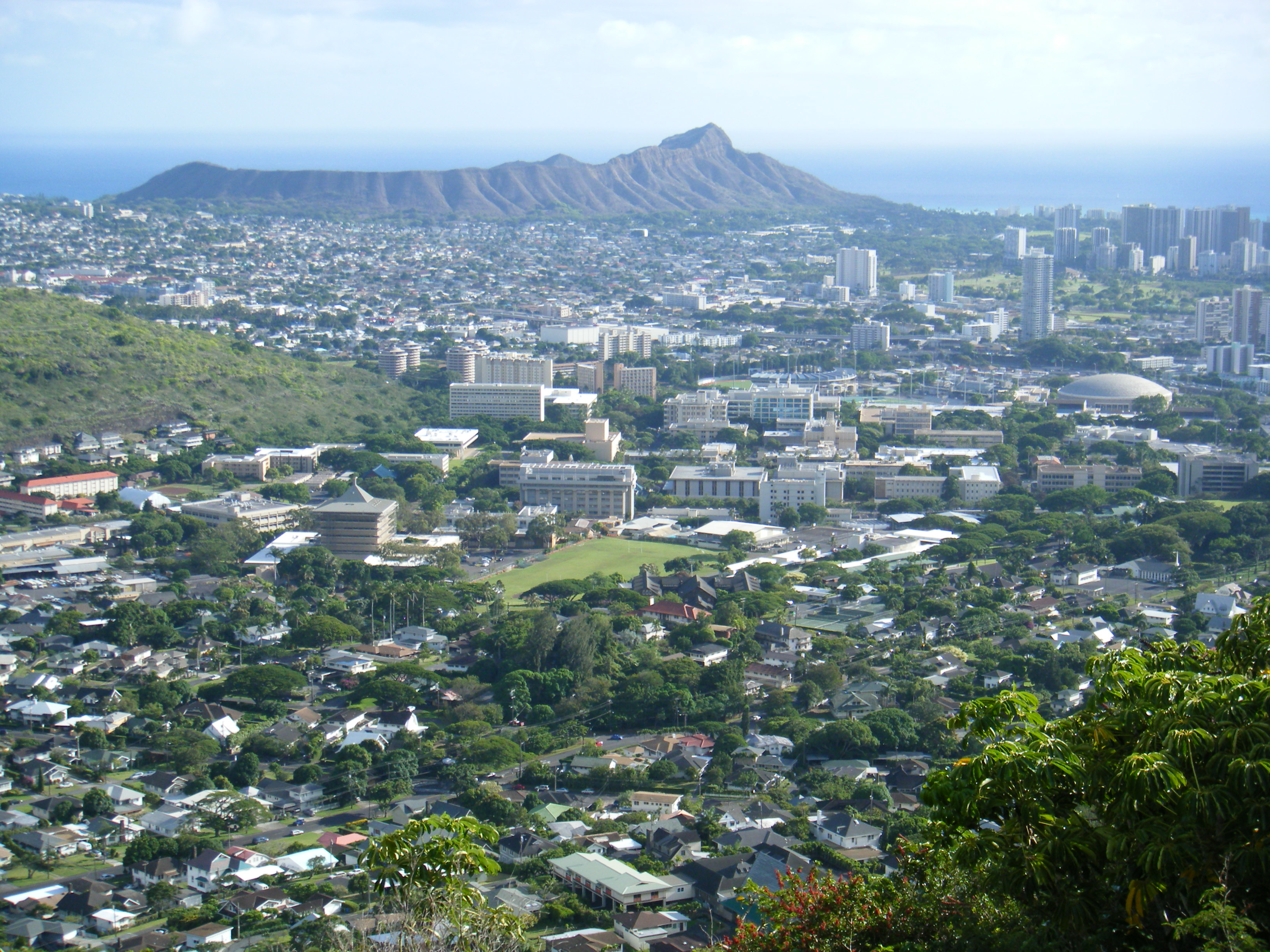
Blick auf Mānoa Campus

Die University of Hawaiʻi at Mānoa ist eine staatliche Universität im Stadtteil Manoa (Mānoa) von Honolulu im US-Bundesstaat Hawaiʻi. Mit 19.098 Studenten (Stand: Herbst 2021) ist sie der wichtigste Standort des University of Hawaiʻi System.

## Geschichte
Die Universität wurde 1907 als College of Agriculture and Mechanical Arts gegründet, 1912 in College of Hawaiʻi umbenannt und erhielt ihren heutigen Namen im Jahr 1920.

## Studierende
Von den rund 19.000 Studierenden kommen 60 % aus Hawaii, 34 % vom Festland und 6 % aus dem Ausland. Die größte ethnische Gruppe repräsentieren Asiaten (33,2 %), gefolgt von Weißen (26,6 %), Hawaiianern und anderen Pazifikbewohnern (18,3 %), Multiethnischen (16,7 %), Hispanics (2,1 %) und Afro-Amerikanern (1,8 %) (Stand 2021). Der Anteil der Studentinnen an den Freshmen hat sich von 58 % im Jahr 2016 auf 65 % im Jahr 2022 erhöht. Rund 70 % der Hochschulabbrecher sind männlich.

## Studienangebote
Es werden über 200 Studiengänge an 15 Fakultäten angeboten. Darunter gibt es die Fakultäten (Schools) für Ozeanographie, tropische Landwirtschaft und hawaiisches Wissen.

## Studiengebühren
Die jährlichen Studiengebühren betragen bei Bachelor-Studiengängen für Einwohner von Hawaii 11.304 US-Dollar,  für Nicht-Einwohner 33.336 US-Dollar. Bei Master-Studiengängen 10.400 US-Dollar bzw. 22.432 US-Dollar (Stand 2022).

## Sport
Die Sportmannschaften sind die Rainbow Warriors (Männer) bzw. Rainbow Wahine (Frauen). Andere Namen wie Warriors oder Rainbows werden auch verwendet. Die Universität ist Mitglied der Big West Conference und Football-Mitglieder der Mountain West Conference. Im Juli 2026 wird die Universität All-Sport-Mitglied der Mountain West.

## Persönlichkeiten
Professoren
- Gladys Elizabeth Baker (1908–2007) – Mykologin
- Glenn Cannon (1932–2013) – Schauspieler
- Rudolph Joseph Rummel (1932–2014) – Politikwissenschaftler
- Thornton Wilder (1897–1975) – Schriftsteller
- Klaus Wyrtki (1925–2013) – Ozeanograph
- Lorenz Magaard (1934–2020) – Ozeanograph
- Robert R. Locke (* 1932) – Wirtschaftswissenschaftler und Historiker

Absolventen
- Robert Ballard (* 1942) – Schriftsteller und Tiefseewissenschaftler
- Beau Bridges (* 1941) – Schauspieler
- Larry Cole (* 1946) – American-Football-Spieler
- Ann Dunham Soetoro – Mutter des ehemaligen US-Präsidenten Barack Obama
- Jason Elam (* 1970) – Footballspieler
- Kynan Forney (* 1978) – Footballspieler
- Daniel Inouye (1924–2012) – Politiker
- Lee Jong-wook (1945–2006) – Generaldirektor der WHO
- Fidelis Leite Magalhães (* 1980) – osttimoresischer Politiker
- Bette Midler (* 1945) – Sängerin und Schauspielerin
- Michael Okuda – Chefdesigner von Star Trek
- Rigoberto Sanchez (* 1994) – American-Football-Spieler
- Edward Tsang Lu (* 1963) – Astronaut
- Mark Tuinei (1960–1999) – American-Football-Spieler
- Barack Obama Senior (1936–1982) – Vater des ehemaligen US-Präsidenten Barack Obama